# Torre Lloreta
La Torre Lloreta, también llamada Can Sixt de la Torre es un castillo medieval construido en la confluencia de la Riera del Tinar y de la Riera del Junco en Calonge en Cataluña.
Es un antiguo castillo convertido en casa de payés. La torre servía para prevenir el peligro de la piratería que venía del lado del Mar Mediterráneo. El castillo que, según afirma el medievalista Luis Vilar, era real, o sea una avanzada del monarca para controlar y vigilar al barón de Calonge y, estratégicamente situadas, un montón de torres de vigilancia, tanto por tierra como por mar.

## Galería de imágenes

Torre Lloreta
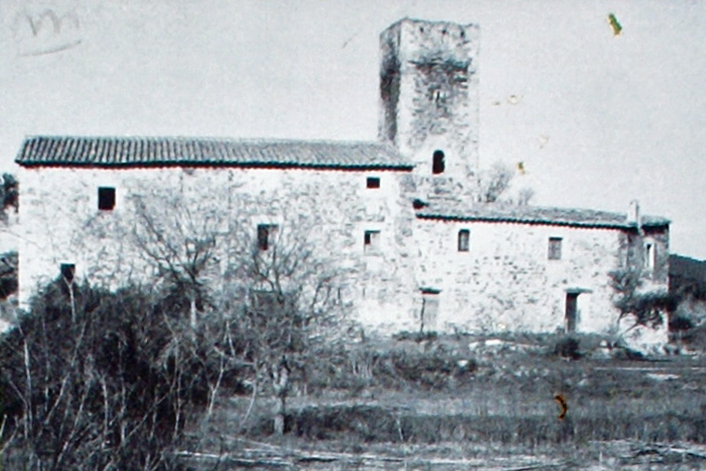
Foto del castillo hecha por Pere Caner i Estrany y reproducida en la tabla de información.
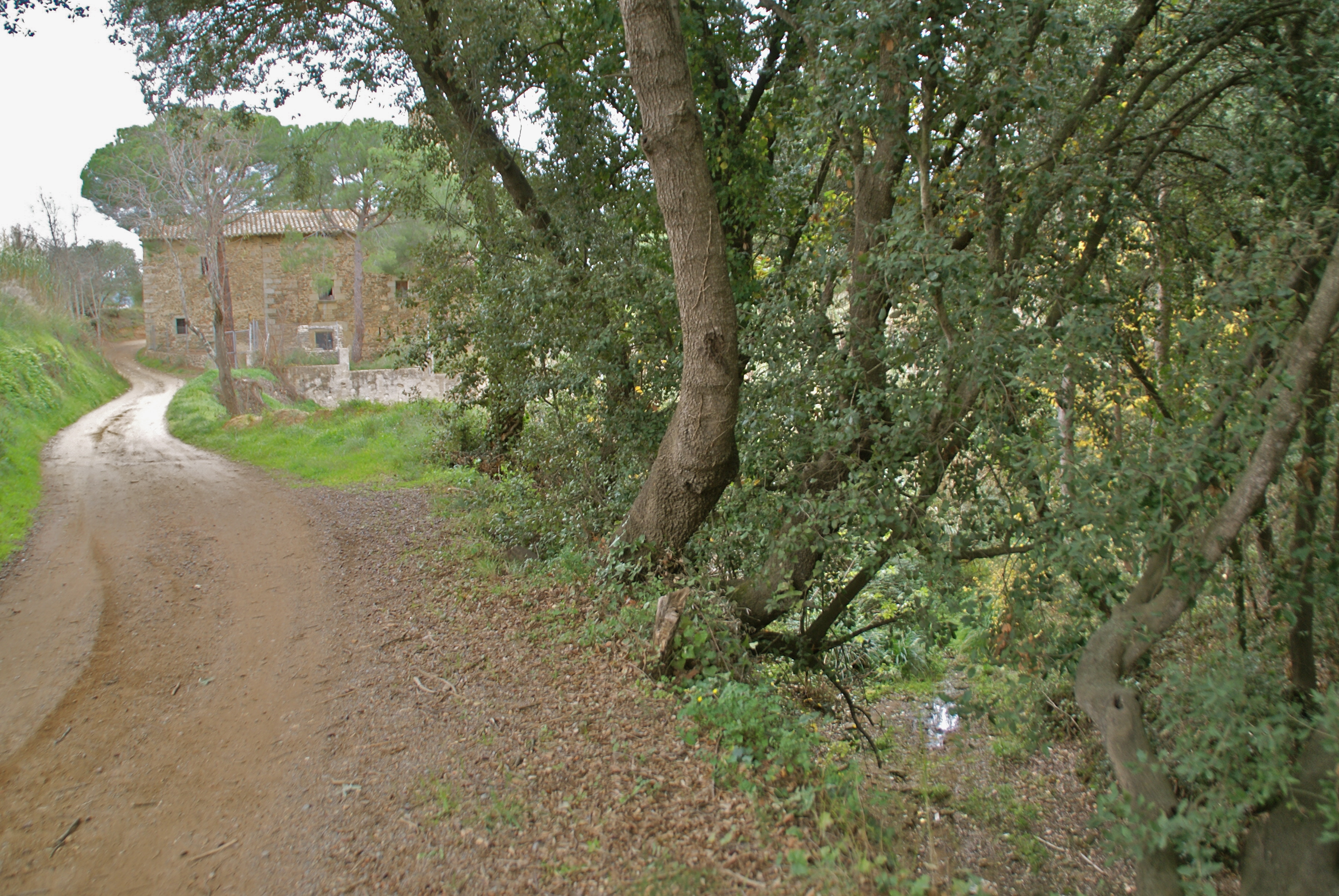
La torre y el arroyo del Tinar.
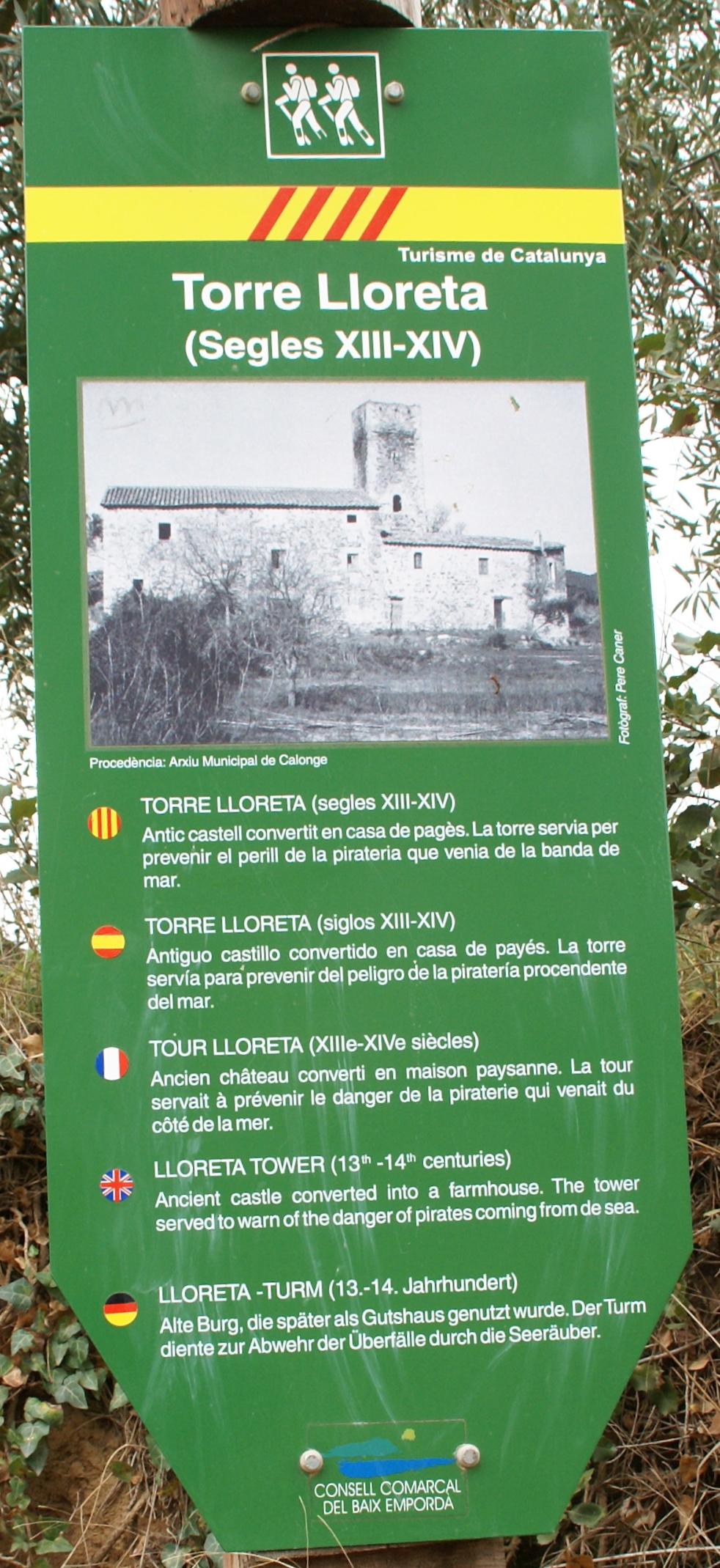
Tabla de información en el sendero de la cuenca del Tinar.
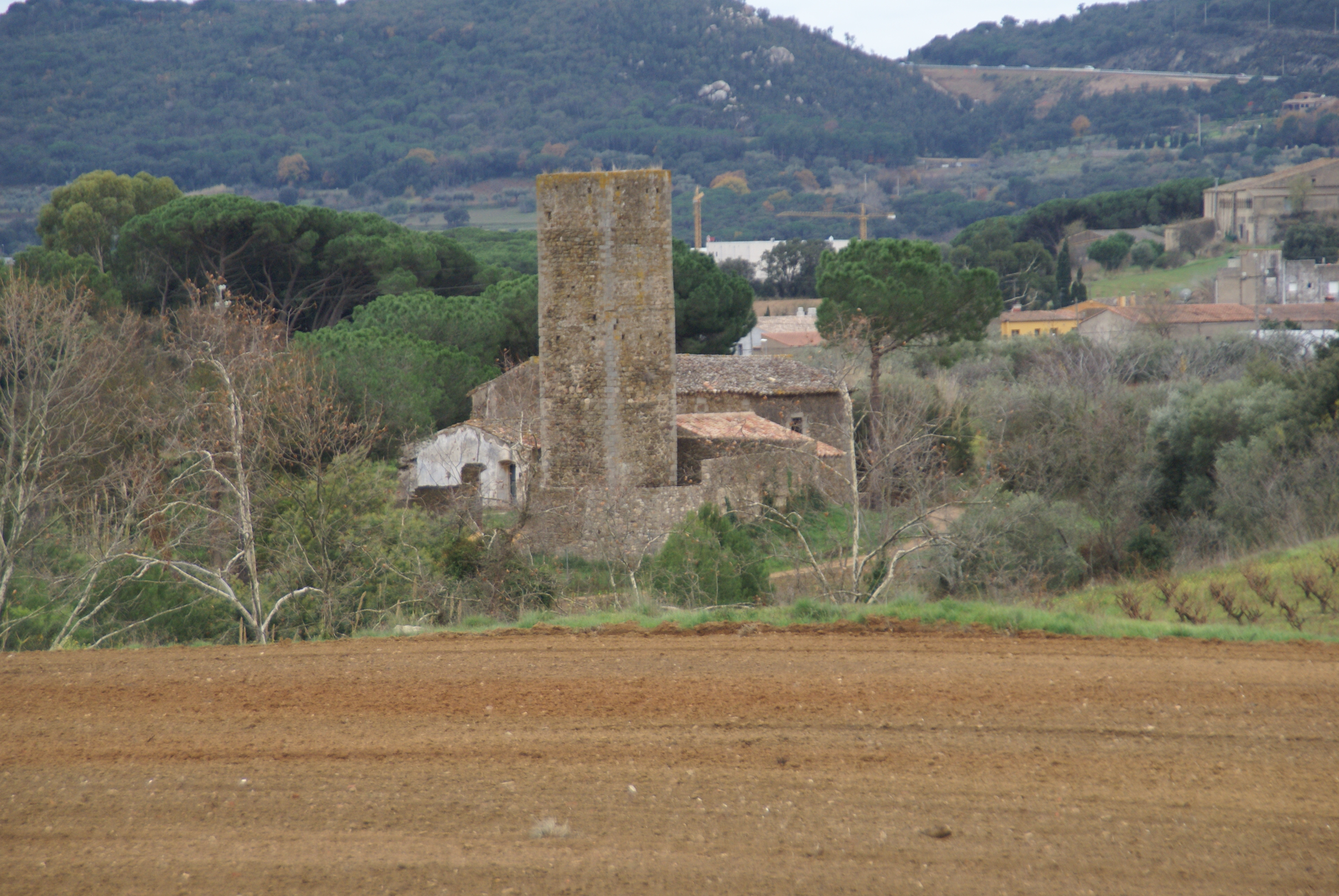
La torre en el valle de la riera del Tinar.